# BZ Tucanae
BZ Tucanae (auch HV 821) ist ein Stern, der zu den sogenannten Ultra Long Period Cepheids gehört. Er befindet sich in der Kleinen Magellanschen Wolke.
Der Unterschied zu den gewöhnlichen Cepheiden besteht in der längeren Periodendauer. BZ Tucanae hat eine von 127,5 Tagen.